# Директор по данным
Директор по данным (англ. Chief Data Officer (CDO)) — это руководитель относящийся к категории топ-менеджмента, ответственный за всеобъемлющее управление и использование информации как актива. CDO разрабатывает и реализует стратегию по сбору, каталогизации, обработке, анализу и использованию данных в целях эффективного выполнения задач организации. CDO обычно является членом исполнительного руководства, подчиняется генеральному директору (CEO), но в зависимости от размеров организации и её организационной структуры это может варьироваться. Директор по данным является владельцем информации рождаемой и используемой в организации.

## Обязанности CDO
Обязанности CDO включают:
- Управление данными: CDO отвечает за разработку и внедрение политик и процедур управления данными. Он определяет стандарты и методологии сбора, каталогизации, хранения, защиты и качества данных[2][3].
- Стратегическое планирование: CDO разрабатывает долгосрочную стратегию по использованию данных для достижения бизнес-целей. Он анализирует текущую ситуацию, определяет потребности в данных и предлагает инновационные подходы к их использованию, предоставляет вспомогательную аналитику с отчетами о продуктах, клиентах, операциях и рынках[4].
- Анализ данных: CDO обеспечивает проведение анализа данных для выявления паттернов, тенденций и важных инсайтов. Он разрабатывает модели и алгоритмы для оптимизации использования данных в принятии решений и создании конкурентных преимуществ.
- Управление рисками и соответствием: CDO следит за соответствием законодательства и регуляций в области использования данных, а также обеспечивает безопасность и конфиденциальность информации. Он управляет рисками, связанными с утечкой данных или нарушением безопасности.
- Демократизации данных: непрерывный процесс обеспечения для каждого сотрудника в организации, независимо от его технических знаний, комфортного способа работы с данными, простого способа поиска и анализа данных, в результате чего одновременно повышается качество данных и способность организация принимать решения, основанные на данных.

Цель CDO состоит в том, чтобы превратить данные в стратегический ресурс, который способствует инновациям, принятию обоснованных решений и достижению конкурентных преимуществ для организации-data driven подход.

## Структура
Для целей выполнения задач Директор по данным формирует и управляет коллективом сотрудников, часто называемым Департаментом по работе с данными или Data Office. Департамент состоит из сотрудников разных ролей: дата инженеры, аналитики, владельцы данных, стюарды данных или data stewards, разработчики, руководители проектов, специалисты по качеству данных, методологи Data Governance, администраторы СУБД.

## Инструменты
В своей деятельности и в деятельности департамента CDO применяет совокупность специализированных программных решений, среди которых:
- MDM система
- Каталог данных
- Система проверки качества данных
- Бизнес-глоссарий
- Cистема трансформации данных ETL\ELT
- Корпоративное хранилище данных
- Озеро данных

## История
Должность директора по данным сравнительно молодая. Её появление продиктовано развитием информационных технологий и повсеместному применению данных в процессах управления организацией. В 2012 году только 12 % компаний из списка Fortune 1000 имели CDO. К 2018 году 67,9 % опрошенных фирм сообщили о наличии у них этой должности. Первый директор по данным появился в финансовой корпорации Capital One в 2002 году, им стала Cathryne Clay Doss. В 2005 году должность CDO появилась в компании Yahoo, её занял Usama Fayyad. В 2023 году Technology Magazine выделил 10 ведущих CDO, которые достигли значимых результатов в «использовании данных в полной мере», среди них:
- Marco Vernocchi — EY
- Garvit Gupta — Capgemini
- Dave Salvagnini — NASA
- Matthieu Dumergue — PwC
- Chandan Vijay — ABB
- Maria Macuare — Mondelēz International
- Jim Oliver — eBay
- Moez Hassan — Royal Caribbean Group
- Andrew Hill — Unilever
- Eileen Vidrine — US Department of the Air Force